# Bandera Pryca
La Bandera Pryca fue una competición de remo, concretamente de traineras, que tuvo lugar en la desembocadura del río Bidasoa en 1985 y 1986.

## Historia
En 1984 tuvo lugar en Fuenterrabía la primera edición de la Bandera de Fuenterrabía. Al año siguiente en lugar de disputarse la segunda edición se denominó I Bandera Pryca por razones de patronicio, conservando ese nombre un año más. Al contar nuevamente con el patrocinio del consistorio local se volvió a denominar Bandera de Fuenterrabía en 1987 en su segunda edición.
En la primera edición ganó Zumaya y la segunda fue disputada el 10 de agosto de 1986, donde tomaron parte 16 traineras entre las que ganó San Juan.

## Historial
| Edición | Año  | Campeón  | Segundo   | Tercero  |
| ------- | ---- | -------- | --------- | -------- |
| I       | 1985 | Zumaya   | Kaiku     | Santurce |
| II      | 1986 | San Juan | San Pedro | Zumaya   |

## Palmarés
| Victorias | Club     | Años |
| --------- | -------- | ---- |
| 1         | Zumaya   | 1985 |
| 1         | San Juan | 1986 |

- Datos: Q936274